# Jean-Paul Proust
Jean-Paul Proust (Vaas, Sarthe, 3 de marzo de 1940 - Marsella, 8 de abril de 2010) fue un político francés, ministro de Estado de Mónaco desde el 1 de mayo de 2005 hasta el 29 de marzo de 2010.
Ejerció sus funciones desde el 1 de junio de 2005, un mes después de lo previsto a causa del fallecimiento del príncipe Rainiero III, y tres meses después de haber sido designado por dicho príncipe y el gobierno francés. Como todos los ministros de Estado de Mónaco, Proust no creció ni vivió en Mónaco.
Anteriormente, fue prefecto de Guadalupe entre noviembre de 1989 y julio de 1991, y jefe de Policía de París entre 2001 y el 6 de diciembre de 2004.
| Predecesor: Patrick Leclercq | Ministro de Estado de Mónaco 2005 - 2010 | Sucesor: Michel Roger |

- Datos: Q354691
- Multimedia: Jean-Paul Proust / Q354691